# Paul Goldsmith
Paul Goldsmith (Parkersburg (West Virginia), 2 oktober 1925 – Munster (Indiana), 6 september 2024) was een Formule 1-coureur uit de USA. Hij reed 3 races; de Indianapolis 500 van 1958 tot 1960.
Goldsmith overleed op 98-jarige leeftijd.